# Sa Đéc (thành phố)
Sa Đéc là một thành phố cũ thuộc tỉnh Đồng Tháp, Việt Nam.
Vùng đất Sa Đéc xưa có tên Khmer là Phsar Dek, có hai cách hiểu thứ nhất người ta cho rằng Phsar Dek là tên của một vị nữ thần, thứ hai có thể hiểu từ Phsar Dek có nghĩa là Chợ Sắt. Về mặt lịch sử đây là đô thị lâu đời nhất tỉnh Đồng Tháp với tuổi đời trên 300 năm cùng lúc với Sài Gòn. Sa Đéc từng là tỉnh lỵ của tỉnh Sa Đéc cũ vào thời Pháp thuộc trước năm 1956 và trong giai đoạn 1966-1975 dưới thời Việt Nam Cộng hòa. Đặc biệt, thị xã Sa Đéc cũ lại giữ vai trò là tỉnh lỵ của tỉnh Đồng Tháp trong suốt giai đoạn 1976-1994, và sau đó theo Nghị định số 36-CP ban hành ngày 29 tháng 4 năm 1994, tỉnh lỵ tỉnh Đồng Tháp dời về thị xã Cao Lãnh (ngày nay là thành phố Cao Lãnh).
Sa Đéc trở thành thành phố trực thuộc tỉnh Đồng Tháp vào ngày 14 tháng 10 năm 2013 theo Nghị quyết số 113/NQ-CP, được công nhận là đô thị loại II ngày 10 tháng 2 năm 2018.

## Địa lý
Thành phố Sa Đéc nằm ở trung tâm vùng nam sông Tiền, giáp với tất cả các huyện phía nam của tỉnh Đồng Tháp, cách trung tâm Thành phố Hồ Chí Minh 140 km về phía tây nam, cách trung tâm Cần Thơ 40 km về phía tây bắc, cách tỉnh lỵ thành phố Cao Lãnh 30 km và cách thành phố Hồng Ngự ở biên giới 90 km, có vị trí địa lý:
- Phía đông và phía nam giáp huyện Châu Thành
- Phía tây giáp huyện Lấp Vò và huyện Lai Vung
- Phía bắc giáp huyện Cao Lãnh qua sông Tiền.

Thành phố có diện tích 59,81 km², dân số năm 2019 là 106.198 người, mật độ dân số đạt 1.776 người/km².
Thành phố Sa Đéc là trung tâm kinh tế, tài chính, giáo dục và văn hóa, du lịch lớn của tỉnh Đồng Tháp, được xác định là đô thị hạt nhân của vùng nam sông Tiền.

## Hành chính
Thành phố Sa Đéc có 9 đơn vị hành chính cấp xã trực thuộc, bao gồm 6 phường: 1, 2, 3, 4, An Hòa, Tân Quy Đông và 3 xã: Tân Khánh Đông, Tân Phú Đông, Tân Quy Tây.
| Đơn vị hành chính cấp xã  | Phường 1 | Phường 2 | Phường 3 | Phường 4 | Phường An Hòa | Phường Tân Quy Đông | Xã Tân Khánh Đông | Xã Tân Phú Đông | Xã Tân Quy Tây |
| ------------------------- | -------- | -------- | -------- | -------- | ------------- | ------------------- | ----------------- | --------------- | -------------- |
| Diện tích (km²)           | 2,12     | 1,79     | 1,45     | 1,73     | 6,54          | 6,24                | 21,7              | 12,4            | 5,44           |
| Dân số (người)            | 17.901   | 15.938   | 9.401    | 4.650    | 10.764        | 8.273               | 16.683            | 16.721          | 4.890          |
| Mật độ dân số (người/km²) | 8.443    | 8.903    | 6.483    | 2.678    | 1.645         | 1.325               | 768               | 1.348           | 898            |

## Lịch sử

### Thời phong kiến

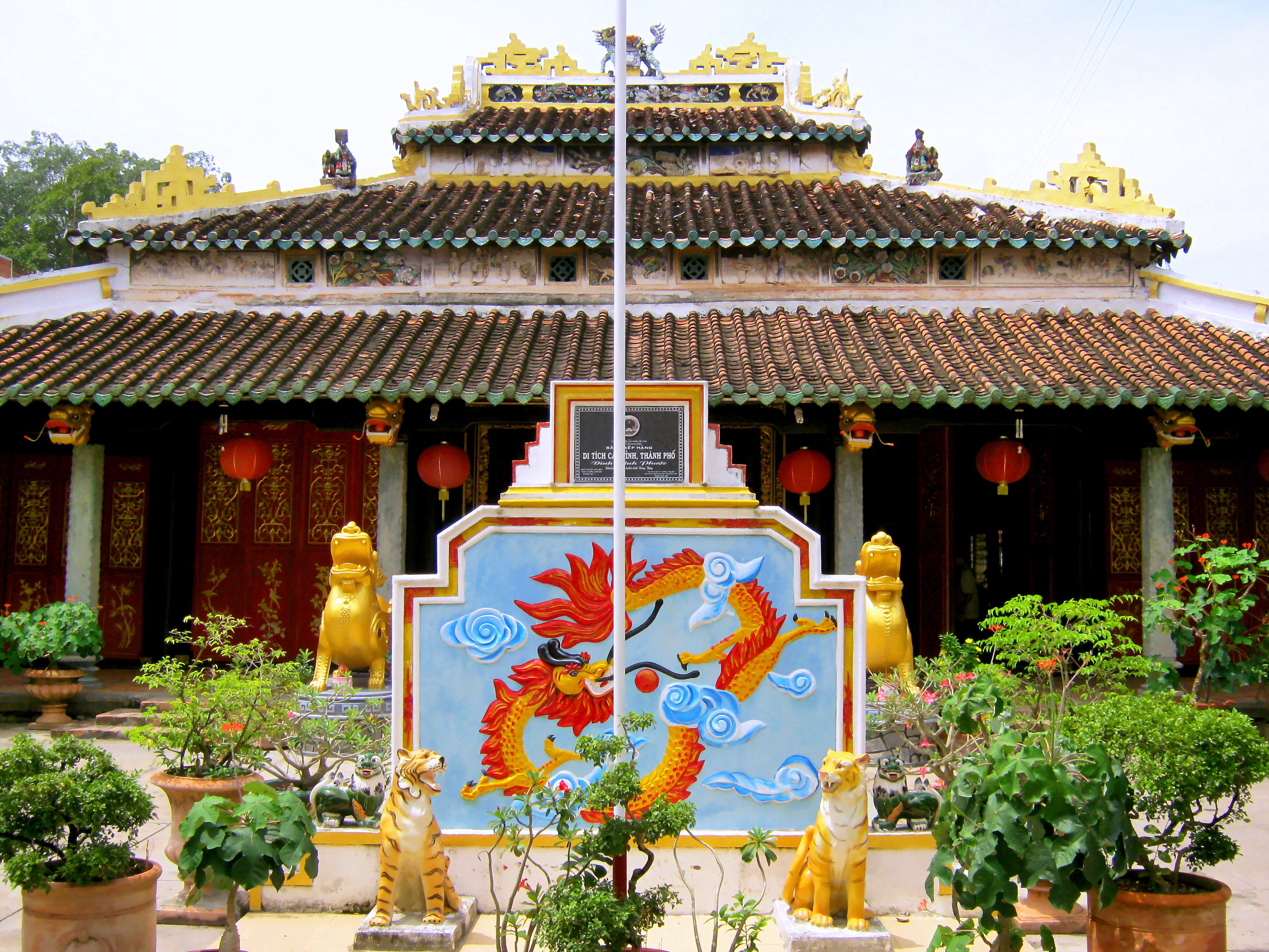
Đình Vĩnh Phước lập ở nửa đầu thế kỷ 19, thờ Thành hoàng bổn cảnh và sau đó thờ thêm Tống Phước Hòa

Trước khi chúa Nguyễn khai phá miền đất phía Nam, Sa Đéc thuộc đất Tầm Phong Long của Thủy Chân Lạp, với tên gọi nguyên gốc là Phsar Dek. Nhiều người cho rằng Sa Đéc theo tiếng Khmer nghĩa là "chợ sắt". Tuy nhiên Sơn Nam và nhiều nhà nghiên cứu khác không chắc chắn lắm với luận điểm này, lại có quan điểm cho rằng nguyên gốc tên gọi Phsar Dek là tên một vị thủy thần Khmer.
Khoảng cuối thập niên 1750, Chúa Nguyễn thành lập năm đạo ở miền Tây Nam Bộ, để bảo vệ cho Dinh Long Hồ trong đó có Đông Khẩu Đạo là thành phố Sa Đéc và một số huyện lân cận. Trong một thời gian dài, Sa Đéc từng là một trong những khu chợ sung túc nhất ở phía Nam.
Năm 1832, sau khi Lê Văn Duyệt qua đời, vua Minh Mạng chia lại miền Nam thành ngũ trấn gồm lục tỉnh. Khi đó Sa Đéc lại thuộc phủ Tân Thành, tỉnh An Giang.
Vào thời nhà Nguyễn độc lập, vùng đất huyện Châu Thành và thành phố Sa Đéc ngày nay ban đầu thuộc địa bàn các tổng An Hội, An Mỹ, An Thạnh, An Trung cùng thuộc huyện Vĩnh An, phủ Tân Thành, tỉnh An Giang.
Năm 1839, đặt thêm huyện An Xuyên thuộc phủ Tân Thành do tách ra từ huyện Vĩnh An. Từ đó, các tổng An Thạnh và An Trung thuộc huyện Vĩnh An; các tổng An Hội và An Mỹ thuộc huyện An Xuyên.
Năm 1836, các tổng An Hội, An Mỹ, An Thạnh, An Trung có các thôn trực thuộc như sau:
- Tổng An Hội gồm 5 thôn: An Tịch, Sùng Văn, Tân Lâm, Tân Quy Đông, Tân Xuân;
- Tổng An Mỹ gồm 7 thôn: An Thuận, Phú An, Phú Hựu, Phú Nhơn, Tân An Đông, Tân Hựu, Tân Nhơn;
- Tổng An Thạnh gồm 7 thôn: Hội An, Mỹ An, Tân An Trung, Tân Đông, Tân Khánh, Tân Khánh Tây, Tân Mỹ;
- Tổng An Trung gồm 6 thôn: Bình Tiên, Tân Phú, Tân Phú Đông, Tân Phú Trung, Tân Quy Tây, Vĩnh Phước.

### Thời Pháp thuộc
Sau khi chiếm hết được ba tỉnh miền Tây Nam Kỳ vào năm 1867, thực dân Pháp dần xóa bỏ tên gọi tỉnh An Giang cùng hệ thống hành chính phủ huyện cũ thời nhà Nguyễn, đồng thời đặt ra các hạt Thanh tra. Lúc bấy giờ, hạt Thanh tra Tân Thành được thành lập trên địa bàn phủ Tân Thành, tỉnh An Giang cũ. Trụ sở hạt Thanh tra Tân Thành đặt tại Sa Đéc. Lúc đầu, hạt Thanh tra tạm gọi tên theo tên các phủ huyện cũ, sau mới đổi tên gọi theo địa điểm đóng trụ sở. Về sau, hạt Thanh tra Tân Thành cũng được đổi tên thành hạt Thanh tra Sa Đéc., hạt Thanh tra Sa Đéc đổi thành hạt tham biện Sa Đéc.

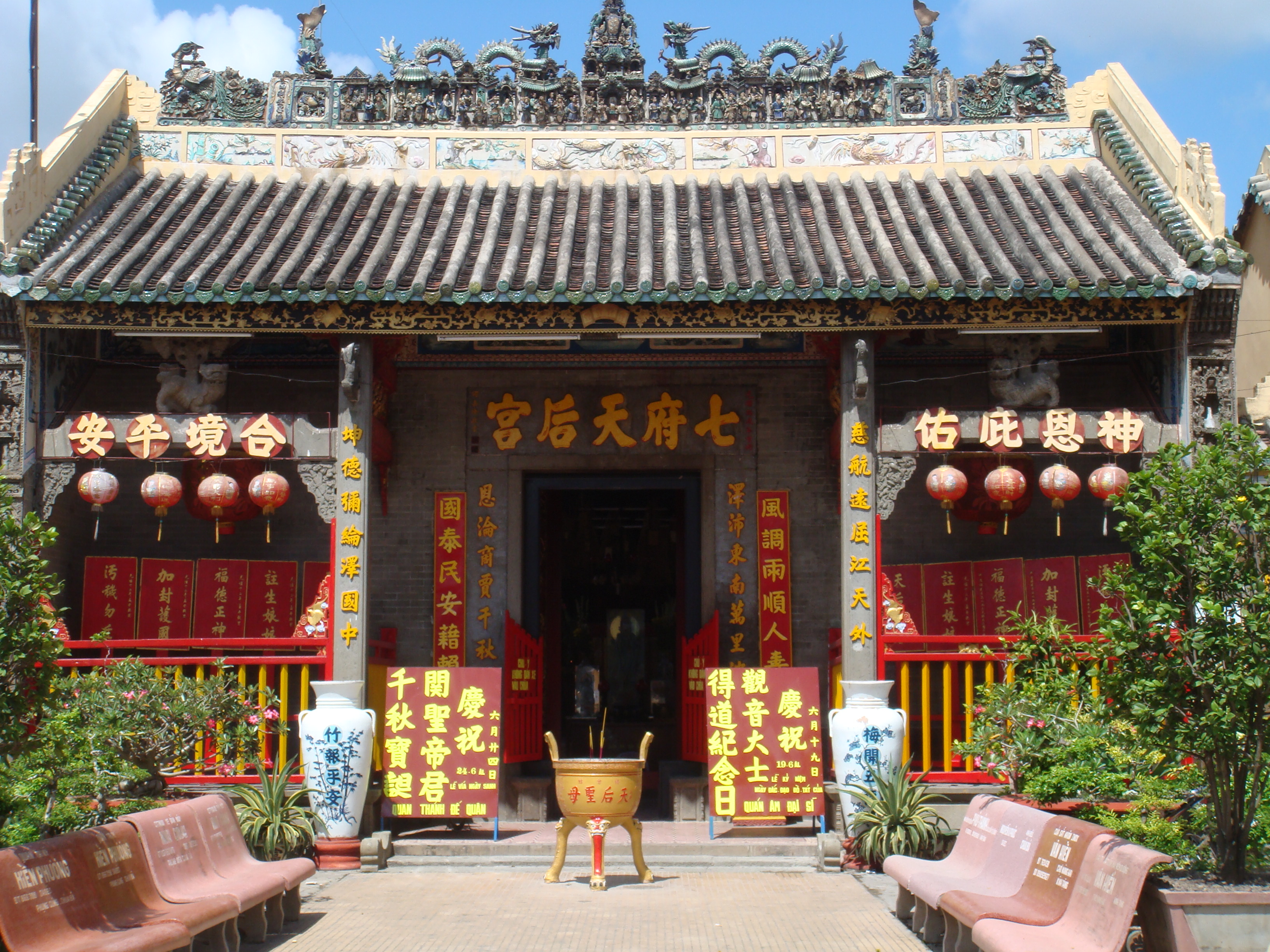
Chùa bà Thiên Hậu, nơi tín ngưỡng của người Hoa ở Sa Đéc

Theo Nghị định của Toàn quyền Đông Dương ngày 20 tháng 12 năm 1889 đổi tất cả các hạt tham biện thành tỉnh thì kể từ ngày 1 tháng 1 năm 1900, tỉnh Sa Đéc được thành lập trên cơ sở đổi tên hạt tham biện Sa Đéc trước đó. Tỉnh lỵ Sa Đéc ban đầu đặt tại làng Vĩnh Phước thuộc quận Châu Thành (kể từ năm 1924). Sau này, thực dân Pháp hợp nhất 6 làng Tân Quy Đông, Tân Quy Tây, Tân Hưng, Tân Phú Đông, Vĩnh Phước và Hòa Khánh lại thành một làng lấy tên là Tân Vĩnh Hòa. Từ đó, tỉnh lỵ Sa Đéc thuộc địa bàn làng Tân Vĩnh Hòa. Thời Pháp thuộc, làng Vĩnh Phước và sau đó là làng Tân Vĩnh Hòa vừa đóng vai trò là quận lỵ quận Châu Thành và là tỉnh lỵ tỉnh Sa Đéc.
Từ ngày 9 tháng 2 năm 1913 đến ngày 9 tháng 2 năm 1924, tỉnh Sa Đéc bị giải thể, toàn bộ diện tích tỉnh bị sáp nhập vào tỉnh Vĩnh Long.
Sau năm 1924, tỉnh Sa Đéc được tái lập với 3 quận trực thuộc: 
- Quận Châu Thành: tức thành phố Sa Đéc, một phần huyện Châu Thành và các vùng lân cận, trong đó có một phần huyện Lấp Vò ngày nay nằm dọc theo sông Tiền
- Quận Cao Lãnh: tức thành phố Cao Lãnh, huyện Cao Lãnh và một phần huyện Tháp Mười ngày nay
- Quận Lai Vung: tức huyện Lai Vung ngày nay và các vùng lân cận.

Sau Cách mạng tháng Tám năm 1945, chính quyền Việt Minh cho thành lập thị xã Sa Đéc trực thuộc tỉnh Sa Đéc.
Tháng 6 năm 1951, thị xã Sa Đéc thuộc tỉnh Long Châu Sa.
Nhưng đến tháng 10 năm 1954, tỉnh Long Châu Sa lại chia làm 3 tỉnh là Sa Đéc, Châu Đốc, Long Xuyên như cũ.

### Giai đoạn 1956-1976

#### Việt Nam Cộng hòa
Năm 1956, chính quyền Việt Nam Cộng hòa bỏ tỉnh Sa Đéc, phần bắc tỉnh này ở bờ trái (bờ bắc) sông Tiền nhập vào tỉnh Kiến Phong, phần nam tỉnh này ở bờ phải (bờ nam) sông Tiền (giữa sông Tiền và sông Hậu, gồm các huyện Lai Vung, Lấp Vò, Châu Thành, thị xã Sa Đéc) nhập vào tỉnh Vĩnh Long. Quận Châu Thành thuộc tỉnh Sa Đéc cũ được đổi tên thành quận Sa Đéc thuộc tỉnh Vĩnh Long. Lúc này, xã Tân Vĩnh Hòa (sau năm 1956 các làng gọi là xã) chỉ còn giữ vai trò là quận lỵ quận Sa Đéc.

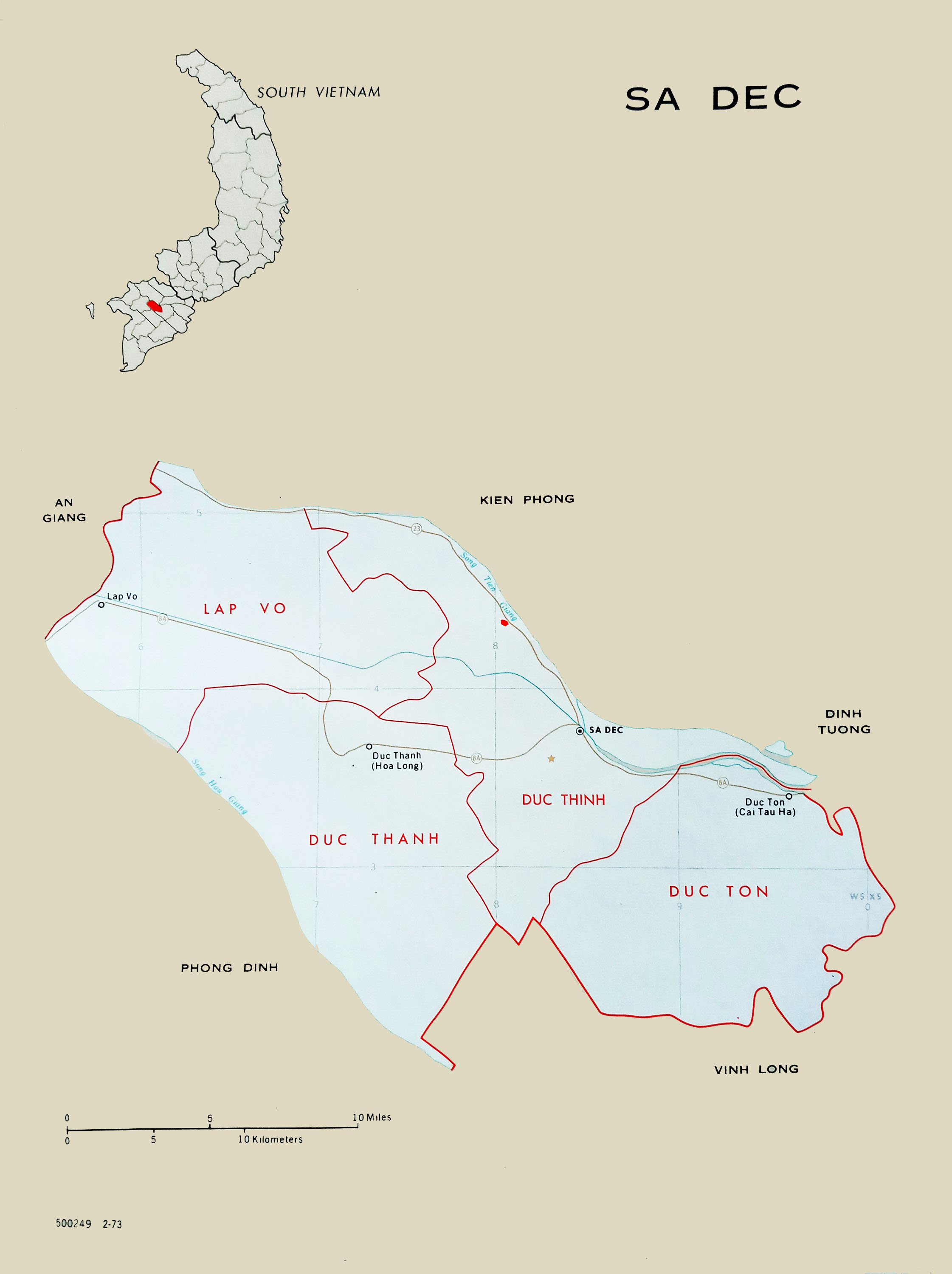
Bản đồ tỉnh Sa Đéc năm 1973

Nhưng đến ngày 24 tháng 9 năm 1966, chính quyền Việt Nam Cộng hòa lại tái lập tỉnh Sa Đéc. Tỉnh Sa Đéc mới tách ra từ tỉnh Vĩnh Long, chỉ gồm phần đất nằm giữa hai con sông Tiền Giang và Hậu Giang, với diện tích khoảng 900 km². Khi đó, quận Sa Đéc lại đổi tên thành quận Châu Thành như cũ.
Ngày 14 tháng 3 năm 1968, quận Châu Thành lại bị đổi tên thành quận Đức Thịnh.
Tỉnh lỵ tỉnh Sa Đéc khi đó có tên là "Sa Đéc", về mặt hành chánh vẫn thuộc xã Tân Vĩnh Hòa.
Trong giai đoạn 1966-1975, xã Tân Vĩnh Hòa vẫn tiếp tục vừa đóng vai trò là quận lỵ quận Châu Thành (sau năm 1968 là quận Đức Thịnh) và là tỉnh lỵ tỉnh Sa Đéc.
Trong thời kỳ trước năm 1975, Sa Đéc là một khu vực quân sự, chính trị quan trọng của Hoa Kỳ và chính quyền Việt Nam Cộng hòa với một Căn cứ Sa Đéc tọa lạc tại trường Cao đẳng nghề Đồng Tháp ngày nay. Nhưng những hoạt động cách mạng không vì thế mà suy giảm, vẫn có những cơ sở đảng được thành lập và được người dân che chở.

#### Chính quyền Cách mạng
Chính quyền Mặt trận Dân tộc Giải phóng Miền Nam Việt Nam và sau này là Chính phủ Cách mạng lâm thời Cộng hòa Miền Nam Việt Nam cũng phân chia, sắp xếp lại các đơn vị hành chính trong tỉnh như bên chính quyền Việt Nam Cộng hòa.
Năm 1957, chính quyền Cách mạng cũng giải thể và sáp nhập tỉnh Sa Đéc vào tỉnh Vĩnh Long. Đồng thời, huyện Châu Thành cũ cũng đổi tên thành huyện Sa Đéc. Như vậy, lúc bấy giờ thị xã Sa Đéc và huyện Sa Đéc là hai đơn vị hành chính cấp huyện ngang bằng nhau và cùng thuộc tỉnh Vĩnh Long.
Trong giai đoạn 1966-1974, địa bàn tỉnh Sa Đéc của chính quyền Việt Nam Cộng hòa vẫn do tỉnh Vĩnh Long của chính quyền Cách mạng quản lý. Do đó, huyện Sa Đéc và thị xã Sa Đéc vẫn thuộc tỉnh Vĩnh Long trong giai đoạn này. Bên cạnh đó, tên gọi "quận Đức Thịnh" cũng không được phía chính quyền Cách mạng công nhận và sử dụng.
Tháng 8 năm 1974, Trung ương Cục miền Nam quyết định giải thể các tỉnh Kiến Phong và An Giang để tái lập các tỉnh Long Châu Tiền, Long Châu Hà và Sa Đéc. Tỉnh Sa Đéc gồm các huyện Chợ Mới, Cao Lãnh, Kiến Văn, Mỹ An và thị xã Cao Lãnh của tỉnh Kiến Phong cũ và các huyện Lấp Vò, Lai Vung, Châu Thành, thị xã Sa Đéc của tỉnh Vĩnh Long giao lại; tỉnh lỵ đặt tại thị xã Sa Đéc. Lúc này, huyện Sa Đéc cũng được đổi lại tên cũ là huyện Châu Thành thuộc tỉnh Sa Đéc.
Sau ngày 30 tháng 4 năm 1975, chính quyền quân quản Cộng hòa miền Nam Việt Nam ban đầu vẫn đặt thị xã Sa Đéc thuộc tỉnh Sa Đéc như trước đó cho đến đầu năm 1976.

### Từ năm 1976 đến nay
Từ tháng 2 năm 1976, tỉnh Sa Đéc được sáp nhập với tỉnh Kiến Phong thành tỉnh Đồng Tháp. Thị xã Sa Đéc ban đầu vẫn là tỉnh lỵ tỉnh Đồng Tháp cho đến ngày 29 tháng 4 năm 1994. Sau đó tỉnh lỵ được dời về thị xã Cao Lãnh (ngày nay là thành phố Cao Lãnh). Thị xã Sa Đéc ban đầu gồm 5 xã: Vĩnh Phước, Tân Quy Đông, Tân Quy Tây, Tân Hưng, Tân Phú Đông.
Ngày 10 tháng 9 năm 1981, Hội đồng Bộ trưởng ban hành Quyết định số 62-HĐBT về việc thành lập một số phường và xã mới thuộc thị xã Sa Đéc, tỉnh Đồng Tháp:
1. Giải thể các xã Vĩnh Phước, Tân Quy Đông, Tân Quy Tây, Tân Hưng, Tân Phú Đông
2. Thành lập các phường và xã sau đây:

- Thành lập phường 1 gồm có 4 khóm: 1, 2, 3, 4 (trước đây gọi là các ấp Vĩnh Hiệp, Vĩnh Thuận, Vĩnh Thới và Tân Bình)
- Thành lập phường 2 gồm có 3 khóm: 1, 2, 3 (trước đây gọi là ấp Hoà Khánh, Phú Mỹ và một phần của ấp Phú Thuận)
- Thành lập phường 3 gồm có 3 khóm: 1, 2, 3 (trước đây gọi là ấp Tân Long)
- Thành lập phường 4 gồm có 2 khóm: 1, 2 (trước đây gọi là ấp Tân Hưng và ấp An Thuận)
- Thành lập xã Tân Quy Tây gồm có 2 ấp: Tân Hoà, Tân An và một phần của xã Vĩnh Phước cũ
- Thành lập xã Tân Phú Đông gồm có 3 ấp: Phú Long, Phú Thuận và Phú Hoà
- Thành lập xã Tân Quy Đông gồm có 3 ấp: Tân Mỹ I, Tân Mỹ II và Sa Nhiên.

Sau khi thành lập các phường, xã thuộc thị xã Sa Đéc thì thị xã có 7 đơn vị hành chính cấp xã, bao gồm 4 phường: 1, 2, 3, 4 và 3 xã: Tân Quy Đông, Tân Quy Tây, Tân Phú Đông.
Ngày 16 tháng 2 năm 1987, Hội đồng Bộ trưởng ban hành Quyết định số 36-HĐBT về việc điều chỉnh địa giới hành chính thị xã Sa Đéc thuộc tỉnh Đồng Tháp:
1. Tách 2 ấp Tân Huề, Tân Lợi gồm 890 hécta diện tích tự nhiên với 4.508 nhân khẩu của xã Tân Dương thuộc huyện Thạnh Hưng; 3 cồn Cát Sậy và Bồng Bồng gồm 152 hécta diện tích tự nhiên với 505 nhân khẩu của xã Bình Hàng Trung thuộc huyện Cao Lãnh để sáp nhập vào thị xã Sa Đéc.
2. Thị xã Sa Đéc gồm 4 phường, 3 xã, có 4.005 hécta diện tích tự nhiên với 72.670 nhân khẩu.
3. Địa giới thị xã Sa Đéc:

- Phía đông giáp huyện Châu Thành và sông Tiền
- Phía tây giáp huyện Lai Vung,Lấp Vò
- Phía nam giáp huyện Châu Thành
- Phía bắc giáp sông Tiền.

Ngày 29 tháng 4 năm 1994, Chính phủ Việt Nam ban hành Nghị định số 36-CP về việc di chuyển tỉnh lỵ tỉnh Đồng Tháp từ thị xã Sa Đéc về thị xã Cao Lãnh.
Ngày 30 tháng 11 năm 2004, Chính phủ Việt Nam ban hành Nghị định số 194/2004/NĐ-CP về việc thành lập các phường thuộc thị xã Sa Đéc, tỉnh Đồng Tháp:
1. Thành lập phường Tân Quy Đông trên cơ sở toàn bộ diện tích tự nhiên và dân số của xã Tân Quy Đông.
2. Thành lập phường An Hòa trên cơ sở 641,10 ha diện tích tự nhiên và 7.490 nhân khẩu của xã Tân Quy Tây.
3. Sau khi các phường thuộc thị xã Sa Đéc thì thị xã có 9 đơn vị hành chính cấp xã, bao gồm 6 phường: 1, 2, 3, 4, An Hoà, Tân Quy Đông và 3 xã: Tân Khánh Đông, Tân Quy Tây, Tân Phú Đông.

Ngày 15 tháng 12 năm 2005, thị xã Sa Đéc được công nhận là đô thị loại III.
Ngày 14 tháng 10 năm 2013, Chính phủ Việt Nam ban hành Nghị quyết số 113/NQ-CP về việc thành lập thành phố Sa Đéc thuộc tỉnh Đồng Tháp trên cơ sở toàn bộ 5.981 ha diện tích tự nhiên, 152.237 nhân khẩu và 09 đơn vị hành chính cấp xã của thị xã Sa Đéc. Thành phố Sa Đéc có 5.981 ha diện tích tự nhiên, 152.237 nhân khẩu và 09 đơn vị hành chính cấp xã gồm 06 phường: 1, 2, 3, 4, An Hòa, Tân Quy Đông và 03 xã: Tân Khánh Đông, Tân Quy Tây, Tân Phú Đông.
Ngày 10 tháng 2 năm 2018, Thủ tướng Chính phủ ban hành quyết định 210/QĐ-TTg 2018 công nhận thành phố Sa Đéc là đô thị loại II trực thuộc tỉnh Đồng Tháp và là đô thị loại II đầu tiên của tỉnh Đồng Tháp.
Ngày 1/7/2025, cấp huyện giải thể, thành phố Sa Đéc được chia ra làm 2 đơn vị hành chính:
1. Thành lập phường Sa Đéc trên cơ sở sáp nhập toàn bộ diện tích và dân số của xã Tân Khánh Đông, Tân Quy Tây và các phường, 1, 2, 3, 4, An Hoà, Tân Quy Đông.
2. Thành lập xã Tân Dương trên cơ sở sáp nhập toàn bộ diện tích và dân số của xã Tân Dương, Hoà Thành của huyện Lai Vung cũ, và xã Tân Phú Đông của thành phố Sa Đéc.

## Kinh tế - xã hội

### Kinh tế
Sa Đéc vốn đã rất nổi tiếng về sự hưng thịnh của mình từ khi mới thành lập. Trịnh Hoài Đức trong Gia Định thành thông chí nói Sa Đéc (Đồng Tháp) là vùng "lưu thông quán khái" (sông sâu nước chảy), đất đai phì nhiêu, giao thông thủy tiện lợi, nối liền hai miền Tiền và Hậu Giang". Lần hồi, với vị trí địa lý đặc biệt của mình, "Sa Đéc vừa là trung tâm sản xuất vừa là trung tâm thu gom, tập kết lúa gạo, lâm thủy sản và hàng hóa khác của địa phương, rồi dùng phương tiện vận tải thủy, chuyên chở lên bán tận Sài Gòn, Nam Vang và nhiều nơi khác, rồi thu mua hàng hóa ở các nơi này, chở về bán lại cho địa phương nhà".
Trong Đại Nam nhất thống chí có ghi: Chợ Vĩnh Phúc tục gọi chợ Sa Đéc ở phía đông lỵ sở huyện Vĩnh An, chợ và phố ở ven sông liên tiếp với nhau dài đến năm dặm, dưới sông là trúc gác lên(hiểu là làm nhà bè trên tre) cửa nhà la liệt thành hàng hoặc mua bán tơ lụa và đồ dùng, hoặc mua bán dầu trám, dầu rái, nguyên liệu chính làm nghề xăm trét ghe thuyền, than gỗ chủ yếu làm nghề gốm thô, gạch ngói, mây tre, muối mắm, trên bờ và giữa sông hàng hóa san sát thật là nơi phồn hoa .

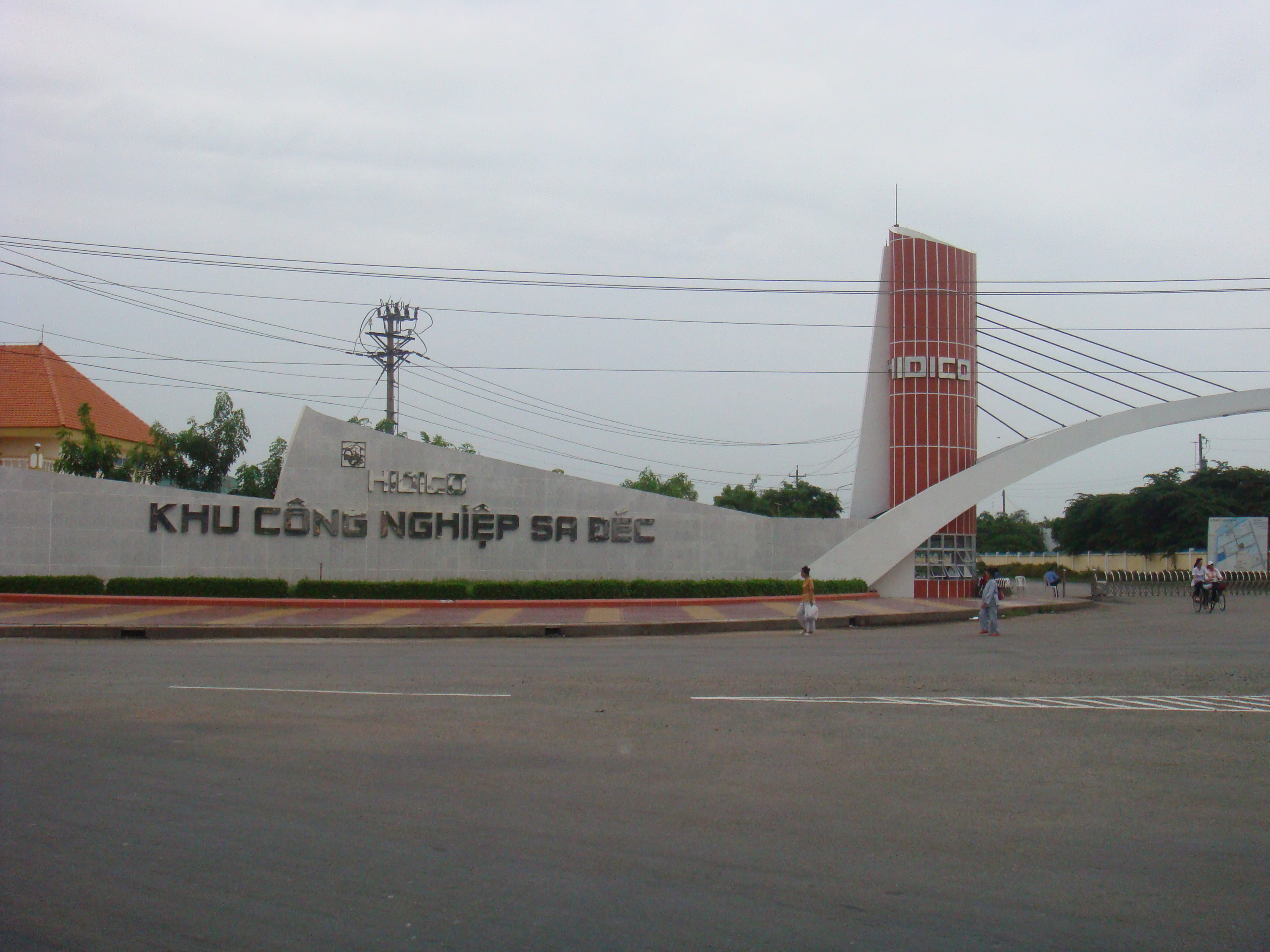
Khu công nghiệp Sa Đéc

Ngày nay thành phố vẫn không ngừng phát triển và lớn mạnh. Theo ông Tống Kim Quảng, Chủ tịch UBND thành phố Sa Đéc, tốc độ tăng trưởng GDP trong năm 2006 của thành phố tăng 19,04%; trong đó khu vực công nghiệp - xây dựng tăng 26,06%, thương mại – dịch vụ tăng 16,87%, nông lâm thủy sản tăng 6,5%.
Năm 2007 tốc độ tăng trưởng GDP của thành phố là 22%, thu nhập bình quân đầu người đạt 100,881 tỷ đồng. Nếu như năm 2006, giá trị sản xuất công nghiệp của thành phố đạt trên 1.374 tỷ đồng (tăng 26,47% so với năm 2005), thì năm 2007 ước đạt trên 1.899 tỷ đồng, tăng 41,91% so với năm 2006.
Trong 6 tháng đầu năm 2008, nền kinh tế của thành phố tiếp tục có những diễn biến tốt, kinh tế tăng trưởng ở mức cao 20,03%, xấp xỉ mục tiêu kế hoạch cả năm 2008 (20,5%);giá trị sản xuất công nghiệp tăng trên 23,53%, tổng mức lưu chuyển hàng hoá và doanh thu dịch vụ tăng khoảng 26,5%, kim ngạch xuất khẩu tăng 55,45%, các khu vực kinh tế đều tăng cao so với năm 2007, thu ngân sách nhà nước trên địa bàn đạt khá cao (trên 60%), vốn đầu tư xây dựng cơ bản thực hiện trên 51%.
Năm 2011, nền kinh tế thành phố tiếp tục có những bước tiến ổn định. Tổng giá trị GDP ước đạt trên 11100.696 tỷ đồng tăng 15000,92% so năm 2008 trong đó công nghiệp- xây dựng tăng 18,51%, thương mại - dịch vụ tăng 15,36%, nông nghiệp tăng 3,98%, thu nhập bình quân đầu người ước đạt 26,87 triệu đồng/ người/ năm (giá thực tế).

### Công nghiệp
Ước tính ngành công nghiệp - xây dựng chiếm 33,84% trong tổng cơ cấu GDP của thành phố. Tổng giá trị sản xuất công nghiệp chiếm khoảng 40% giá trị của cả tỉnh.
Ngày nay, toàn thành phố có 3 khu công nghiệp là A, C và C mở rộng, gọi chung là Khu công nghiệp Sa Đéc với tổng diện tích quy hoạch là 323 ha, tọa lạc tại phường Tân Quy Đông và phường An Hòa, Khu công nghiệp Sa Đéc là khu công nghiệp lớn nhất tỉnh Đồng Tháp vào thời điểm hiện tại. Khu C có diện tích 180 ha nằm ở mạn bắc thành phố; tập trung sản xuất, chế biến các mặt hàng nông lâm thủy sản, thức ăn gia súc với một cảng nước sâu có thể tiếp nhận tàu 5000 DWT. Khu A có diện tích 140 ha, ở phía tây bắc thành phố. Các khu công nghiệp này có ảnh hưởng tác động không những với thành phố mà với các khu vực lân cận như Lai Vung, Lấp Vò, Châu Thành và đang là nơi thu hút nguồn lao động lớn. Do có vị trí trung tâm, nơi đây còn là đầu mối chính chuyển hàng hoá từ TP. Hồ Chí Minh về các huyện xung quanh và là đầu mối thu hút nhiều nguồn nông sản từ các tỉnh khác về để chế biến xuất khẩu.
Năm 2009, giá trị sản xuất công nghiệp- TTCN là 3.101,73 tỷ đồng đạt 81,69% kế hoạch và tăng 10,74% so cùng kỳ.

### Thương mại, dịch vụ

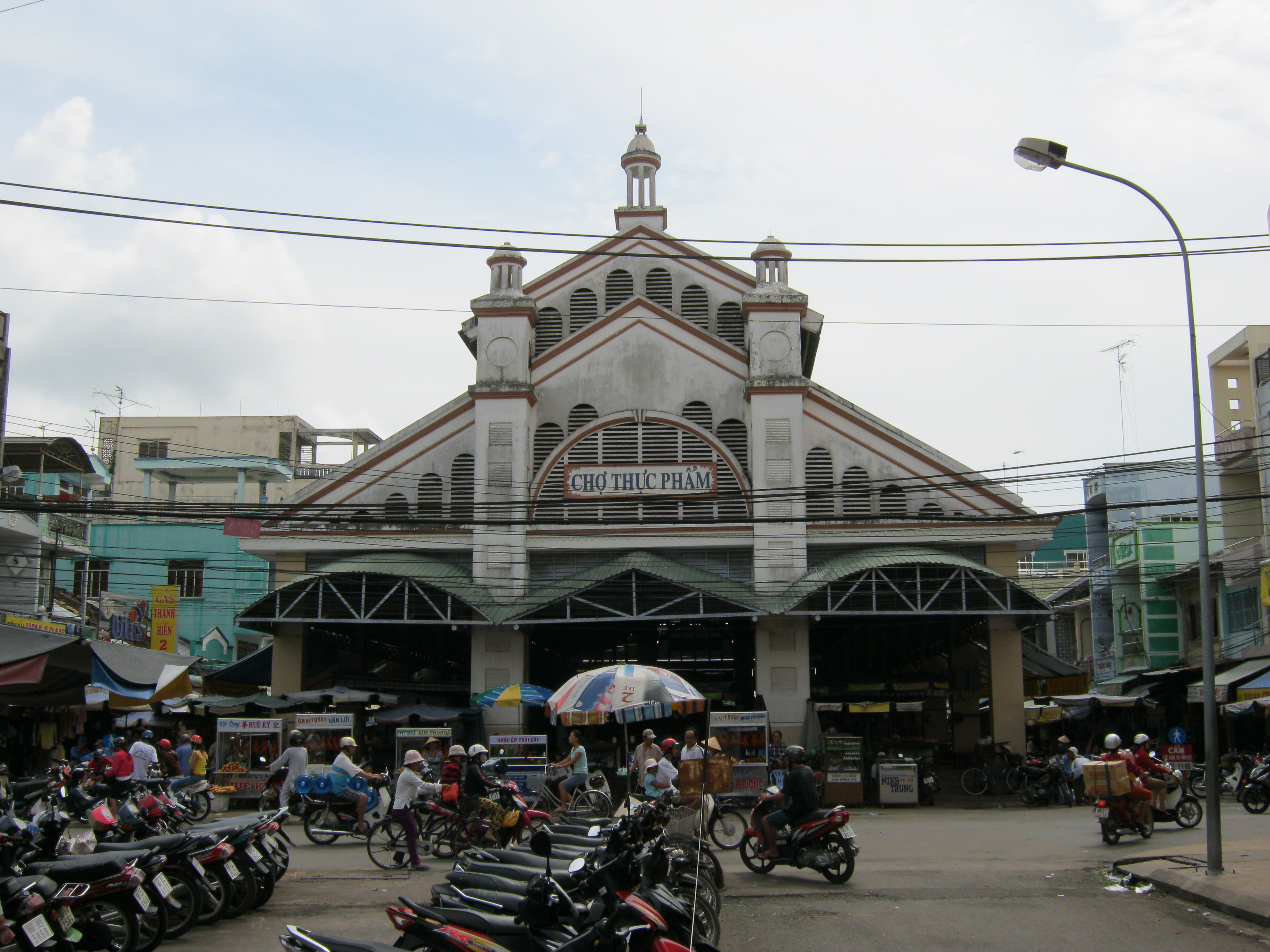
Chợ Sa Đéc

Ngành thương mại – dịch vụ chiếm 57,68% trong tổng cơ cấu GDP của thành phố, có tốc độ phát triển nhanh, phân bố rộng khắp trong nội thành. Do đó thành phố được xem là đầu mối dịch vụ hàng đầu của toàn tỉnh. Hệ thống giao dịch, trao đổi hàng hóa phân bố rộng và ngày càng được nâng cao về quy mô lẫn chất lượng. Trên địa bàn thành phố hiện đã có nhiều ngân hàng chọn nơi đây để mở các chi nhánh và phòng giao dịch của mình.

Trung tâm thương mại thành phố Sa Đéc

Phía đông nam là Bến xe Sa Đéc và Cảng Saigonshipmarin Đồng Tháp II có công suất 500 tấn - một cảng quan trọng trong hệ thống cảng của tỉnh Đồng Tháp, có thể đón tàu có trọng tải lớn và là nơi trung chuyển hàng hóa của tỉnh.
Đến năm 2009, tổng mức lưu chuyển hàng hóa và doanh thu dịch vụ khoảng 3.731 tỷ đồng đạt 107,34% kế hoạch, tăng 28,86% so với năm 2008.

#### Các trung tâm mua sắm
- Trung tâm thương mại thành phố Sa Đéc (khu siêu thị Vinatex cũ).
- Chợ Sa Đéc.
- Chợ đêm Sa Đéc.
- Chợ Nàng Hai.
- Chợ Cầu Đốt.
- Chợ Tân Quy.
- Chợ Phú Long (chợ Cái Cỏ).
- Trung tâm thương mại Vincom.
- Siêu thị Coopmart.
- Siêu thị Điện máy Chợ lớn.
- Hệ thống siêu thị VinMart+.
- Hệ thống Bách hóa xanh.
- Hệ thống Dienmayxanh.

Và nhiều điểm mua sắm khác. 

#### Các trung tâm vui chơi, giải trí
- Tổ hợp Quảng trường thành phố rộng 7ha - Công viên Sa Đéc rộng 20ha.
- Làng hoa Sa Đéc rộng gần 1000 ha nằm trên địa bàn phường Tân Quy Đông và xã Tân Khánh Đông là làng hoa kiểng lớn nhất vùng đồng bằng sông Cửu Long, điểm đến nổi tiếng của tỉnh Đồng Tháp.
- Làng bột gạo với tuổi đời hàng trăm năm trên địa bàn xã Tân Phú Đông và một phần Phường 2.
- Chợ đêm thành phố trên đường Nguyễn Huệ ven sông Sa Đéc.

### Nông nghiệp
Nông nghiệp là ngành chiếm tỉ trọng thấp nhất-8,48% trong cơ cấu GDP. Điều đó đã thể hiện nên quá trình Công nghiệp hóa của thành phố. Ngành nông nghiệp phân bố chủ yếu tại các xã Tân Khánh Đông, Tân Quy Tây, một phần các phường An Hòa và Tân Quy Đông. Sa Đéc nổi tiếng với nghề trồng hoa mà tiêu biểu nhất là làng hoa Tân Quy Đông. Mỗi độ Tết về, nơi đây lại ngập tràn hương sắc, với đủ mọi loại hoa đa dạng. Ngoài ra, còn có các làng nghề nổi tiếng như Làng bột và bánh phồng tôm Sa Giang. Đặc biệt, Hủ tiếu Sa Đéc là một trong những loại hủ tiếu ngon nhất đồng bằng và được hầu hết các tỉnh biết đến.

### Y tế
Sa Đéc có bệnh viện tuyến tỉnh là Bệnh viện Đa khoa Sa Đéc. Bệnh viện này được Thống đốc Nam Kỳ De Calan đặt viên gạch xây dựng vào năm 1905 thời Pháp thuộc, là bệnh viện đầu tiên của cả tỉnh Đồng Tháp. Hiện tại Bệnh viện Đa khoa Sa Đéc là bệnh viện tuyến cuối ở bờ nam sông Tiền, có nhiệm vụ bảo vệ sức khỏe cho nhân dân các huyện: Châu Thành, Lai Vung, Lấp Vò và thành phố Sa Đéc. 
Nhu cầu khám chữa bệnh của nhân dân được đưa về các trạm Y tế xã, phường. Các trạm Y tế xã phường gồm: Phường 1, phường 2, phường 3, phường 4, phường Tân Quy Đông, phường An Hòa, xã Tân Khánh Đông, xã Tân Quy Tây, xã Tân Phú Đông. Trung tâm điều hành các hoạt động của các trạm Y tế là Trung tâm Y tế thành phố Sa Đéc.
Ngoài ra thành phố còn có các bệnh viện tư nhân như Bệnh viện quốc tế Phương Châu, Bệnh viện Mắt Quang Đức.

### Giáo dục
Đây là nơi có truyền thống hiếu học lâu đời của tỉnh Đồng Tháp. Là địa phương đi đầu của ngành giáo dục tỉnh nhà nên ngành giáo dục của thành phố Sa Đéc đạt rất nhiều thành công. Nơi đây hiện đã có 12 nhà giáo đạt danh hiệu Nhà giáo ưu tú. Đặc biệt ngày ngày 23/9/2020, Sa Đéc được Tổ chức Giáo dục - Khoa học và Văn hóa Liên Hợp quốc (UNESCO) công nhận là ''Thành phố học tập toàn cầu'' cùng với thành phố Vinh của tỉnh Nghệ An.
Hiện nay thành phố có: 7 trường đạt chuẩn quốc gia là: trường Trung học phổ thông thành phố Sa Đéc, trường Trung học cơ sở Trần Thị Nhượng, trường Trung học cơ sở Võ Thị Sáu, trường Trung học cơ sở Tân Khánh Đông, trường Trung học cơ sở Lưu Văn Lang, trường tiểu học Kim Đồng, trường mẫu giáo Sen Hồng. Và trường chuyên đầu tiên của tỉnh Đồng Tháp là trường Trung học phổ thông chuyên Nguyễn Đình Chiểu (được thành lập năm 2008 trên cơ sở cũ của trường Trung học phổ thông tư thục Đồ Chiểu đã giải thể và trường đã có cơ sở mới trên diện tích 5 ha-tọa lạc tại xã Tân Phú Đông). Cũng trong năm 2008, trường Trung học phổ thông Nguyễn Du chính thức được thành lập.
| Trường chuyên ngành                                                      | Trường trung học                                    | Trường tiểu học                  | Trường mầm non                |
| ------------------------------------------------------------------------ | --------------------------------------------------- | -------------------------------- | ----------------------------- |
| Trường Quân sự Đồng Tháp (đào tạo quân sự)                               | Trường Trung học phổ thông chuyên Nguyễn Đình Chiểu | Trường Tiểu học Kim Đồng         | Trường Mầm non Ánh Dương      |
| Trường Chính trị tỉnh Đồng Tháp (đào tạo chính trị)                      | Trường Trung học phổ thông thành phố Sa Đéc         | Trường Tiểu học Trưng Vương      | Trường Mầm non Sen Hồng       |
| Trường Cao đẳng Cộng đồng Đồng Tháp (đào tạo nghề)                       | Trường Trung học phổ thông Nguyễn Du                | Trường Tiểu học Phú Mỹ           | Trường Mầm non Hoa Sen        |
| Trung tâm giáo dục thường xuyên thành phố Sa Đéc (đào tạo phi tập trung) | Trường Trung học cơ sở Lưu Văn Lang                 | Trường Tiểu học Hoà Khánh        | Trường Mầm non Hoa Mai        |
| Trung tâm dạy nghề (đào tạo nghề)                                        | Trường Trung học cơ sở Trần Thị Nhượng              | Trường Tiểu học Phạm Hữu Lầu     | Trường Mầm non Tân Phú Đông   |
| Trường Nuôi dạy trẻ khuyến tật tỉnh Đồng Tháp                            | Trường Trung học cơ sở Võ Thị Sáu                   | Trường Tiểu học Phú Long         | Trường Mầm non Bình Minh      |
| Nhà Tình thương thành phố Sa Đéc                                         | Trường Trung học cơ sở Hùng Vương                   | Trường Tiểu học Tân Khánh Đông 1 | Trường Mầm non Hướng Dương    |
|                                                                          | Trường Trung học cơ sở Tân Khánh Đông               | Trường Tiểu học Tân Khánh Đông 3 | Trường Mầm non Nắng Hồng      |
|                                                                          |                                                     | Trường Tiểu học Tân Long         | Trường Mầm non Tân Khánh Đông |
|                                                                          |                                                     | Trường Tiểu học Tân Phú Đông     | Trường Mẫu giáo Tân Qui Đông  |
|                                                                          |                                                     | Trường Tiểu học Tân Quy Đông     | Trường Mầm non Tương Lai      |
|                                                                          |                                                     | Trường Tiểu học Tân Hưng         | Trường Mầm non Tổ Ong Vàng    |
|                                                                          |                                                     | Trường Tiểu học Tân Quy Tây      |                               |
|                                                                          |                                                     | Trường Tiểu học Vĩnh Phước       |                               |

### Hạ tầng kỹ thuật
- Khu đô thị VinHomes.
- Khu đô thị Him Lam Sa Đéc (đang xây dựng).
- Khu liên hợp thể dục thể thao thành phố Sa Đéc (đang xây dựng).
- Tổ hợp trung tâm thương mại 25 tầng tại khu đất trung tâm thương mại thành phố do tập đoàn T&T đầu tư xây dựng (đang xây dựng).
- Khách sạn Quốc tế Sao Mai quy mô 17 tầng nổi, 01 tầng hầm (đang xây dựng).
- Khu đô thị ven sông phường 3, phường 4 (dự án).

## Giao thông
Nằm ở vị trí thuận lợi cách trục Quốc lộ 1A và đường cao tốc Bắc - Nam phía Đông (CT.01) chỉ 15 km, thành phố có mạng lưới giao thông thủy bộ phát triển với nhiều trục giao thông.

### Giao thông đường bộ:
- Quốc lộ 80.
- Đường Vành đai Quốc lộ 80 - Tránh thành phố Sa Đéc.
- Quốc lộ 80B.
- Đường vành đai Tây Bắc.
- Đường ĐT848, ĐT852, ĐT852B, ĐT853.
- Đường Hùng Vương.
- Đường Trần Thị Nhượng.
- Đường Nguyễn Sinh Sắc (Quốc lộ 80 cũ).
- Đường Nguyễn Huệ.
- Đường Trần Hưng Đạo.
- Đường Nguyễn Tất Thành (đường Thống Nhất).
- Đường Trần Phú.
- Đường Nguyễn Cư Trinh.
- Đường Tôn Đức Thắng.
- Đường Nguyễn Văn Phát.
- Đường Phan Bội Châu.
- Đường Lý Thường Kiệt.
- Đường Lê Lợi.
- Đường Lê Thánh Tôn.
- Đường Lạc Long Quân.
- Đường Âu Cơ.
- Đường Ngô Gia Tự.
- Đường Sa Nhiên (đường Làng Hoa).
- Đường Phạm Hữu Lầu.
- Đường Hồ Tùng Mậu.
- Đường Đinh Tiên Hoàng.
- Đường Nguyễn Hữu Cảnh.
- Đường Nguyễn Thái Bình.
- Đường Nguyễn Chí Thanh.
- Đường Lê Duẩn.
- Đường Nguyễn Thị Minh Khai.
- Đường Võ Văn Phát.
- Đường Hoàng Sa, Trường Sa (ven sông Tiền).
- Đường Trần Văn Voi.
- Đường Lê Thị Riêng
- Cầu Hòa Khánh (cầu Nhà Thờ).
- Cầu Sắt Quay và cầu Hang.
- Cầu Sa Đéc.
- Cầu Sa Đéc 2.
- Cầu Cái Cỏ.
- Cầu Đội Thơ.
- Cầu Đốc Phủ Hiền.
- Cầu Bình Tiên.
- Cầu Trái Bí.
- Cầu Cái Sơn 1, 2, 3, 4.
- Cầu Đình.
- Cầu Ngã Bát.
- Cầu Rạch Rắn.
- Cầu Nguyễn Tất Thành.

#### Một số nút giao thông đường bộ chính của thành phố:
- Vòng xoay công an thành phố - Ngã ba: Giao trục QL80 - Nguyễn Sinh Sắc.
- Nút giao thông ngã bảy: Giao trục QL80 - ĐT.853 - Hùng Vương - Lê Hồng Phong.

- Vòng xoay Cái Cỏ - Ngã năm: Giao trục QL80 - đường vành đai Tây Bắc - Nguyễn Sinh Sắc.
- Vòng xoay KCN Sa Đéc - Ngã tư: Giao trục ĐT.848 - Đường dẫn vào KCN.
- Vòng xoay nghĩa trang liệt sĩ - Ngã năm: Giao trục ĐT.848 - Nguyễn Sinh Sắc - Đường dẫn vào quảng trường.

Và nhiều nút giao thông cùng hàng trăm con đường trong trung tâm. Hệ thống giao thông nội thành không ngừng được nâng cấp mở rộng và xây mới. 
Từ khi tuyến cao tốc Trung Lương - Mỹ Thuận và cầu Mỹ Thuận 2 được đưa vào sử dụng đã rút ngắn thời gian di chuyển TP. Hồ Chí Minh - Sa Đéc còn khoảng 2 - 2.5 giờ. Cùng với đó tuyến cao tốc Mỹ Thuận - Cần Thơ hoàn thành cũng rút ngắn thời gian đi từ Sa Đéc đến Cần Thơ.
Hiện nay thành phố có 4 tuyến xe buýt hiện đại do công ty Phương Trang khai thác gồm các tuyến: Sa Đéc - Cần Thơ, Sa Đéc - TP. Vĩnh Long, Sa Đéc - Ngã 3 Lộ Tẻ, Sa Đéc - TP. Cao Lãnh.

### Giao thông đường thủy:
- Bến phà Sa Đéc (phà Miễu Trắng) qua sông Tiền kết nối với huyện Cao Lãnh.
- Tân cảng Sa Đéc.
- Tuyến sông Tiền, sông Sa Đéc, kênh Đốc Phủ Hiền (kết nối sông Hậu)...

### Giao thông hàng không:
- Sa Đéc cách Cảng hàng không quốc tế Cần Thơ 40 km.

### Tên đường của Sa Đéc trước 1975
- Đường Bác sĩ Thinh, Nguyễn Tri Phương nay là đường Hùng Vương (đoạn đi qua xã Tân Phú Đông cũ).
- Đường Tống Phước Hòa nay là đường Trần Hưng Đạo.
- Đường Phan Thanh Giản và Quan Thánh nay là đường Nguyễn Huệ.
- Đường Tạ Thu Thâu nay là đường Đinh Tiên Hoàng.
- Đường Trần Hưng Đạo nay là đường Lê Thánh Tôn và đường Trần Quốc Toản.
- Đường Võ Tánh nay là đường Lý Thường Kiệt.
- Đường Quang Trung nay là đường Ngô Thời Nhiệm
- Đường Trưng Vương nay là đường Hồ Xuân Hương.
- Đường Lê Văn Duyệt nay là đường Trần Phú.
- Đại lộ Gia Long nay là đường Hai Bà Trưng.
- Đường Lê Quang Hiền nay là đường Bà Triệu.
- Đường Yersin nay là đường Lý Tự Trọng.
- Đường Đốc Phủ Hiền nay là đường Trần Văn Voi và Hoàng Sa.

## Văn hóa

### Đặc sản
Sa Đéc là vùng đất được thiên nhiên ưu đãi, với vị trí địa lý nằm giữa hai dòng sông Tiền và sông Hậu thuộc đồng bằng sông Cửu Long, cùng với hệ thống kênh rạch chằng chịt, thuận lợi cả về giao thông đường thủy lẫn đường bộ. Trong quá khứ, nơi đây đã trở thành đầu mối giao thương, tập trung lúa gạo lớn của khu vực miền Tây Nam Bộ với dân cư tập trung đông đúc. Là cầu nối giữa hai vựa lúa lớn nhất nước là Đồng Tháp Mười và vùng tứ giác Long Xuyên, Sa Đéc từ lâu tập trung nhiều doanh nghiệp kinh doanh, chế biến lúa gạo.
Từ nguồn nguyên liệu phong phú là tấm (gạo khi xay xát bị bể vụn), làng bột Sa Đéc đã hình thành và phát triển hơn 100 năm qua. Nghề làm bột gạo Sa Đéc đã được Bộ Văn hóa Thể thao và Du lịch công nhận là di sản văn hóa phi vật thể quốc gia.
Theo UBND TP Sa Đéc, hiện làng nghề có gần 350 hộ sản xuất bột với hơn 2.000 lao động chủ yếu ở phường 2 và xã Tân Phú Đông, mỗi năm cung ứng cho thị trường 30.000 tấn bột gạo.
Sản phẩm bột gạo gồm hai loại: bột tươi cung cấp cho các nhà máy, cơ sở chế biến thực phẩm và bột khô dùng dự trữ, chế biến dần. Từ bột gạo Sa Đéc, người ta làm ra phở, hủ tiếu, bún, bánh canh, bánh ngọt và các sản phẩm ăn liền...
Thực phẩm được chế biến từ bột Sa Đéc dai mà mềm, thơm ngon đặc trưng. Hiện nơi đây là đầu mối cung ứng bột cho các tỉnh miền Tây, TP. Hồ Chí Minh, miền Đông Nam Bộ, xuất khẩu sang các nước Đông Nam Á và một số nước châu Âu.
Một số đặc sản của vùng Sa Đéc như:
- Hủ tiếu Sa Đéc
- Phở Sa Đéc
- Lẩu gà nòi hầm sả
- Bánh tầm bì
- Bún cá
- Nem chua
- Bánh phồng tôm
- Cá lóc nướng trui.
- Chuột đồng.

### Tôn giáo
Với lịch sử lâu đời nơi đây cũng là địa phương có đa tôn giáo như Phật giáo, Công giáo, Tin Lành, Cao Đài, Phật giáo Hòa Hảo, Tịnh độ cư sĩ Phật hội...Là địa phương có nhiều chùa nhất của tỉnh Đồng Tháp, thành phố Sa Đéc được nhiều người ví von là "đất Phật" với khoảng 50 ngôi chùa lớn nhỏ khác nhau.
Những cơ sở thờ tự tiêu biểu của các tôn giáo:

#### Phật giáo:
- Chùa Bửu Quang (số 459 Hùng Vương, phường 1) là nơi đặt Văn phòng Ban Trị sự Giáo hội Phật giáo Việt Nam tỉnh Đồng Tháp.
- Chùa Phước Hưng (chùa Hương) là ngôi chùa cổ lâu đời, nơi đặt Văn phòng Ban Trị sự Giáo hội Phật giáo Việt Nam Thành phố Sa Đéc. Chùa Phước Hưng có kiến trúc khá đặc biệt so với nhiều chùa cổ ở miền Nam, trông giống đình làng hơn là chùa. Chùa có 8 mái và 2 cấp, được lợp ngói âm - dương, gồm chánh điện, nhà tổ, nhà tiếp khách và một số hạng mục phụ khác. Sau gần 200 năm, chùa Phước Hưng vẫn còn những nét đặc trưng của kiến trúc xưa.
- Chùa Kim Huê bên rạch Cái Sơn là ngôi tổ đình lớn, nơi xuất phát của nhiều vị cao tăng ở miền Nam qua các thời kỳ.
- Chùa Phước Huệ là ngôi chùa lớn dành cho chư ni, cơ sở đào tạo ni giới của trường Trung cấp Phật học Đồng Tháp.
- 02 ngôi phủ của người Hoa (không phải chùa Phật giáo) nhưng đã gia nhập Giáo hội Phật giáo Việt Nam:

- Thất Phủ Thiên Hậu Cung tục gọi Chùa Bà là ngôi phủ toạ lạc tại số 143, đường Trần Hưng Đạo, phường 1. Ngay từ cổng chùa, ngôi chùa mang kiến trúc đặc trưng của người Hoa tại Sa Đéc. Chùa Bà Thiên Hậu Sa Đéc có ngày lễ lớn chính trong năm, nhằm 23/3 và 9/9 âm lịch. Vào dịp Tết Nguyên đán hay rằm tháng Giêng, đây cũng là nơi được nhiều người lui tới để cầu nguyện. Chùa Bà Thiên Hậu Sa Đéc đã được UBND tỉnh Đồng Tháp công nhận là di tích lịch sử văn hóa cấp tỉnh vào năm 2003.
- Kiến An Cung (Chùa Ông Quách): Kiến An Cung tục gọi chùa Ông Quách là ngôi đền có niên đại trên trăm năm tuổi tọa lạc ngay trung tâm thành phố Sa Đéc, một trong những điểm du lịch thu hút đông đảo khách đến tham quan. Công trình khiến trúc tiêu biểu của văn hoá Trung Hoa này đã được công nhận là di tích lịch sử văn hóa cấp quốc gia năm 1990.

#### Công giáo (Giáo phận Vĩnh Long):
- Nhà thờ Sa Đéc (nhà thờ Hòa Khánh, phường 2), là giáo xứ sở hạt Sa Đéc. Hạt Sa Đéc bao gồm thành phố Sa Đéc và các huyện Châu Thành, Lai Vung, Lấp Vò của tỉnh Đồng Tháp.
- Nhà thờ Tân Quy (phường 3).
- Nhà thờ Phú Long (xã Tân Phú Đông).
- Tu viện Chúa Quan Phòng (phường 2), nơi đây cũng là cơ sở giáo dục mầm non. 

#### Các Hội thánh Tin Lành:
- Hội thánh Tin Lành Việt Nam (miền Nam): Nhà thờ Tin Lành Sa Đéc (đường Hùng Vương, phường 1). 
- Giáo hội Cơ Đốc Phục Lâm Việt Nam: Cơ sở sinh hoạt tọa lạc trên đường Nguyễn Văn Phát, phường 1. 
- Điểm nhóm Hội thánh Đức Chúa Trời: Cơ sở sinh hoạt tại ấp Khánh Hòa, xã Tân Khánh Đông. 

#### Các Hội thánh Cao Đài:
- Cao Đài Tây Ninh - Thánh thất Sa Đéc (đường Lê Lợi, phường 3).
- Cao Đài Ban Chỉnh Đạo (đường Hoàng Sa, phường 3). 

#### Tịnh Độ cư sĩ Phật hội Việt Nam:
- Hưng Trung tự còn gọi là chùa Tịnh Độ (đường Phan Bội Châu, phường 1) là ngôi chùa của cư sĩ Phật hội đồng thời là cơ sở khám chữa bệnh Đông y từ thiện. 
- Hưng Trung Tự ở thành phố Sa Đéc cũng là nơi đặt trụ sở Giáo hội Tịnh Độ cư sĩ Phật hội Việt Nam tỉnh Đồng Tháp.

#### Phật giáo Hòa Hảo:
- Ban Trị sự xã Tân Phú Đông (ấp Phú Long, xã Tân Phú Đông). 
Và nhiều cơ sở khác.

### Sa Đéc trong văn học, nghệ thuật
Địa danh Sa Đéc đã được nhiều người biết đến qua ca khúc Về miền Tây của 2 nhạc sĩ Y Vân- Vân Thế Bảo. Ngoài ra còn có 1 quyển sách phần nhiều nói về sự hình thành và phát triển của thành phố Sa Đéc, tập sách đó có tên Hương quê thương nhớ của tác giả Nhất Thống do Nhà xuất bản tổng hợp thành phố Hồ Chí Minh phát hành năm 2009.
Tác phẩm Người tình (tiểu thuyết) kể về mối tình lãng mạn và phức tạp của một thiếu nữ mới lớn của một gia đình Pháp đang gặp khó khăn về tài chính với một người đàn ông gốc Hoa giàu có. Năm 1929, trên chuyến phà qua Đồng bằng sông Cửu Long trở về trường nội trú ở Sài Gòn sau kỳ nghỉ tại nhà ở Sa Đéc, cô gái trẻ 15 tuổi thu hút sự chú ý của một người đàn ông giàu có 27 tuổi, con trai một nhà tài phiệt người Hoa. Anh được thừa hưởng một khối tài sản. Anh bắt chuyện với cô và cô đồng ý trở lại thị trấn với anh trên chiếc xe limousine sang trọng.

## Du lịch

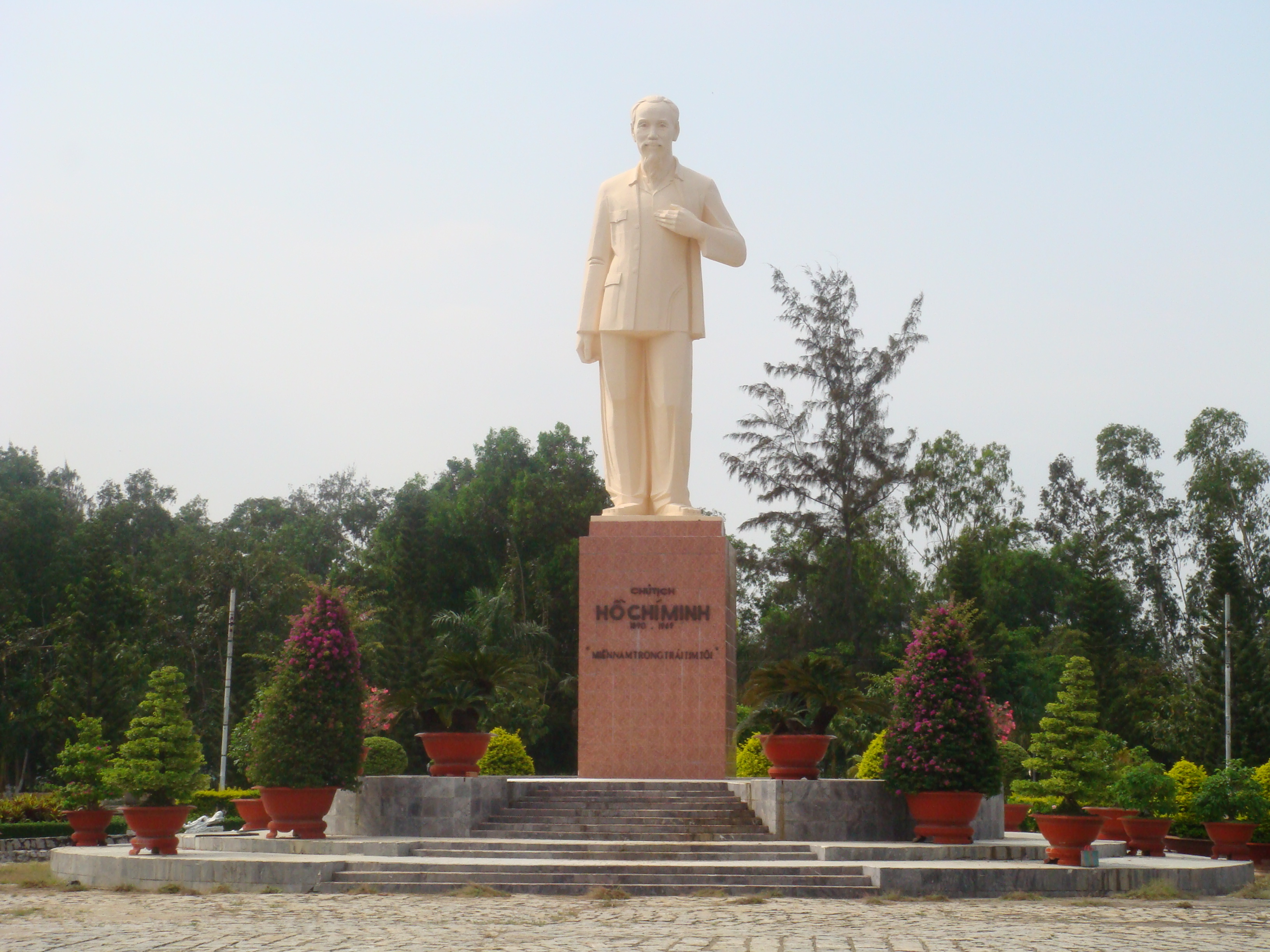
Tượng đài Chủ tịch Hồ Chí Minh tại Quảng trường thành phố Sa Đéc

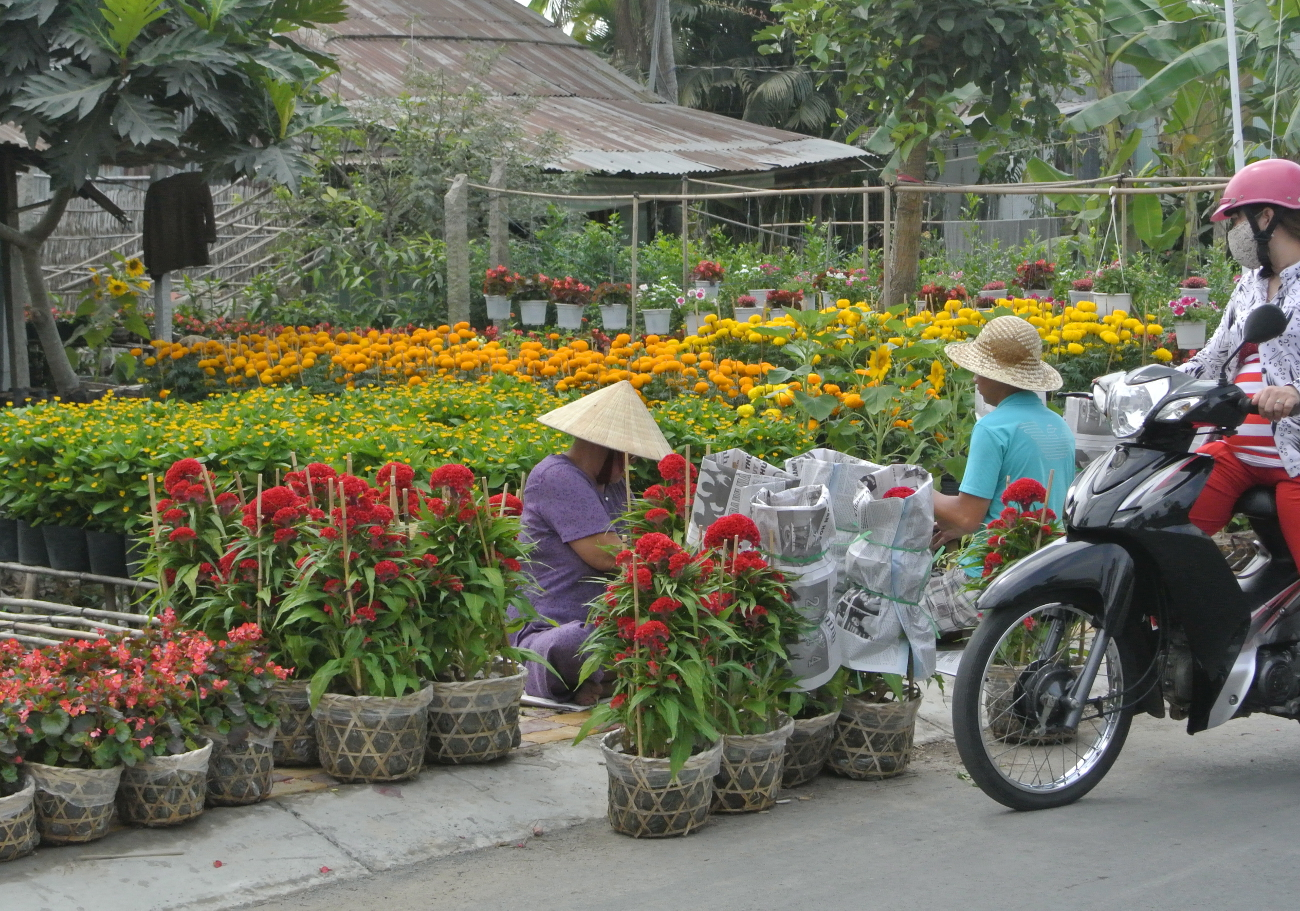
Làng hoa trước Tết

- Tổ hợp Quảng trường - Công viên Sa Đéc: Tại đây, giữa một không gian rộng lớn của trung tâm quảng trường là tượng đài Chủ tịch Hồ Chí Minh. Trong dịp kỷ niệm những ngày lễ, Tết nơi đây còn diễn ra những cuộc mít tinh ngoài trời dưới chân tượng Bác Hồ có sức chứa cho 15 đến 20 ngàn người. Hiện tại công viên Sa Đéc (bao gồm cả quảng trường) có tổng diện tích 22 ha[17], được định hướng xây dựng thành công viên đẹp và rộng của khu vực đồng bằng sông Cửu Long.
- Làng hoa Sa Đéc - một trong những làng hoa lớn nhất Việt Nam, có diện tích gần 1000 ha với gần 2.000 hộ làm nghề. Ở đây có tới 1000 chủng loại hoa. Nhờ sự khéo léo của người trồng hoa, chăm hoa; nhờ khí hậu thích hợp, hoa Sa Đéc đẹp có tiếng[18] được xuất đi các tỉnh thành trong nước cả sang Lào, Campuchia và Trung Quốc.
- Làng bột Sa Đéc - có tuổi đời hàng trăm năm với rất nhiều hộ làm nghề, tập trung chủ yếu ở xã Tân Phú Đông và một phần của phường 2. Nghề làm bột gạo ở đây đã được công nhận là di sản văn hóa phi vật thể quốc gia.
- Tuyến phố đường Nguyễn Huệ bờ kè sông Sa Đéc dài 1 km từ cầu Cái Sơn 1 đến cuối đường là khu vực chợ đêm và không gian dành cho người đi bộ.
- Tuyến phố đường Hoàng Sa - Trường Sa ở Phường 3, Phường 4 là khu vực tham quan, vui chơi ven sông Tiền.
- Festival Hoa - Kiểng Sa Đéc được tổ chức hai năm một lần là lễ hội mang quy mô cấp vùng Đồng bằng sông Cửu Long. Festival Hoa - Kiểng lần thứ I với chủ đề "Tình đất - Tình hoa" diễn ra từ ngày 30/12/2023 đến ngày 5/01/2024 đã thu hút 245.000 lượt khách đến tham quan. Trong lễ khai mạc với sự có mặt và phát biểu của Phó Chủ tịch thường trực Quốc hội Trần Thanh Mẫn cùng tham dự còn có Phó Chủ tịch nước Võ Thị Ánh Xuân.
- Hiện nay thành phố Sa Đéc có 2 di tích cấp quốc gia gồm Nhà cổ Huỳnh Thủy Lê, Kiến An Cung (Chùa Ông Quách) và 1 di sản văn hóa phi vật thể quốc gia Nghề làm bột gạo truyền thống.

Là một thành phố lâu đời, được hình thành gần như cùng lúc với Sài Gòn nên có rất nhiều nơi thờ tự, chùa miếu, được mệnh danh là đô thị có nhiều chùa, miếu nhất tỉnh Đồng Tháp. Bên cạnh đó, nơi đây còn có nhiều di tích cấp tỉnh như: đình thần Vĩnh Phước, đình Tân Quy Tây (Tân Tây Võ Miếu), Thất phủ Thiên Hậu cung (chùa Bà Thiên Hậu), Khu di tích Xóm Rẫy Cụ Hồ... Cùng các ngôi chùa có lịch sử lâu đời: Chùa Kim Huê bên rạch Cái Sơn, chùa Phước Hưng (chùa Hương) trên đường Hùng Vương, chùa Phước Thạnh do vua Gia Long ra chiếu xây dựng...Ngoài ra, Sa Đéc còn có 17 ngôi nhà cổ được xây cất vào cuối thế kỷ 19 - đầu thế kỷ 20 đều mang dấu ấn của kiến trúc Pháp. Hầu như bất kỳ du khách Pháp nào đến Sa Đéc đều đã từng ghé qua trường tiểu học Trưng Vương. Đây là một ngôi trường được xây dựng thời Pháp thuộc với nét kiến trúc khá hiện đại thời bấy giờ và nhà cổ Huỳnh Thủy Lê - nơi người tình của bà Marguerite Duras từng sinh sống.

## Danh nhân
- Bác vật Lưu Văn Lang - kĩ sư đầu tiên của Đông Dương và châu Á[21].
- Đào Thiên Hải- Đại kiện tướng cờ vua đầu tiên của Việt Nam[22].
- Anh hùng Phan Văn Út[23].
- Kinh Môn Quận công Nguyễn Văn Nhơn, ông là Tổng trấn đầu tiên của Gia Định Thành và là một trong Ngũ hổ tướng Gia Định.
- Nhất giai Lệnh Phi Nguyễn Thị Nhiệm, bà là con gái của Kinh Môn Quận công Nguyễn Văn Nhơn, năm 1823 bà cùng với bà Phạm Thị Hằng (sau này là Từ Dụ Hoàng Thái Hậu) được triều đình Nhà Nguyễn làm lễ cưới nạp vào phủ cho Hoàng trưởng tử Nguyễn Phúc Miên Tông (sau này là Vua Thiệu Trị).
- Cô Năm Sa Đéc, người sáng lập Thiện Tiền Ban - gánh hát bội đầu tiên ở Sa Đéc năm 1915, từng được vinh danh là một trong ngũ trân châu của ngành nghệ thuật tuồng cổ, tên tuổi cô Năm Sa Đéc còn sáng chói trong kịch nói và điện ảnh. Bà mất ngày 26.1.1988, yên nghỉ tại quê nhà Tân Khánh Đông.
- Nghệ sĩ Minh Nhí, một diễn viên Hài-Kịch nói từng 2 lần được trao giải Mai Vàng dành cho "Diễn viên kịch nói xuất sắc nhất" do báo Người Lao động tổ chức vào những năm 1998-1999[1]. Hiện nay, bên cạnh công việc biểu diễn, Minh Nhí còn đảm đương nhiều lĩnh vực và vị trí khác nhau như: diễn viên điện ảnh, đạo diễn sân khấu, giáo viên dạy diễn xuất[2], và giám đốc của công ty Hoàng Kim, một đơn vị chuyên tổ chức và dàn dựng các buổi biểu diễn nghệ thuật[3]
- Cát Phượng, là một nữ diễn viên hài, diễn viên kịch và diễn viên điện ảnh. Cô từng nhận được giải thưởng nữ diễn viên sân khấu được yêu thích nhất với vai Thị Nở trong vở kịch Chí Phèo của giải Mai Vàng 2001 và Giải Mai Vàng 2010 (với vai Nương trong vở kịch Cánh đồng bất tận).[1]
- Nghệ sĩ Phi Điểu tên thật Nguyễn Thị Phi, sinh năm 1933. Năm 1954, bà từ miền Nam tập kết ra Bắc, trở thành phát thanh viên giọng Nam bộ của Đài tiếng nói Việt Nam. Sau này về lại TP HCM, bà chuyển công tác vào đài phát thanh TP HCM.
- Nhà giáo ưu tú, Phó Giáo sư - Tiến sĩ Lê Bảo Lâm nguyên Bí thư Đảng ủy khối các trường đại học, cao đẳng thành phố Hồ Chí Minh; nguyên Bí thư Đảng ủy, nguyên Hiệu trưởng Trường Đại học Mở Thành phố Hồ Chí Minh.
- Tống Anh Hào, nguyên Phó Chánh án Tòa án nhân dân tối cao, nguyên Bí thư Thành ủy Sa Đéc.
- Phan Tấn Trung (Thầy giáo Ba), cựu tuyển thủ chuyên nghiệp bộ môn Liên Minh Huyền Thoại Việt Nam.
- Vân Quang Long, là một nam ca sĩ từng là cựu thành viên của nhóm nhạc nam 1088, sau đó trở thành ca sĩ hát đơn độc quyền của Kim Lợi Studio và có sự nghiệp solo thành công với nhiều bản hit đình đám trong những năm 2000.

## Hình ảnh

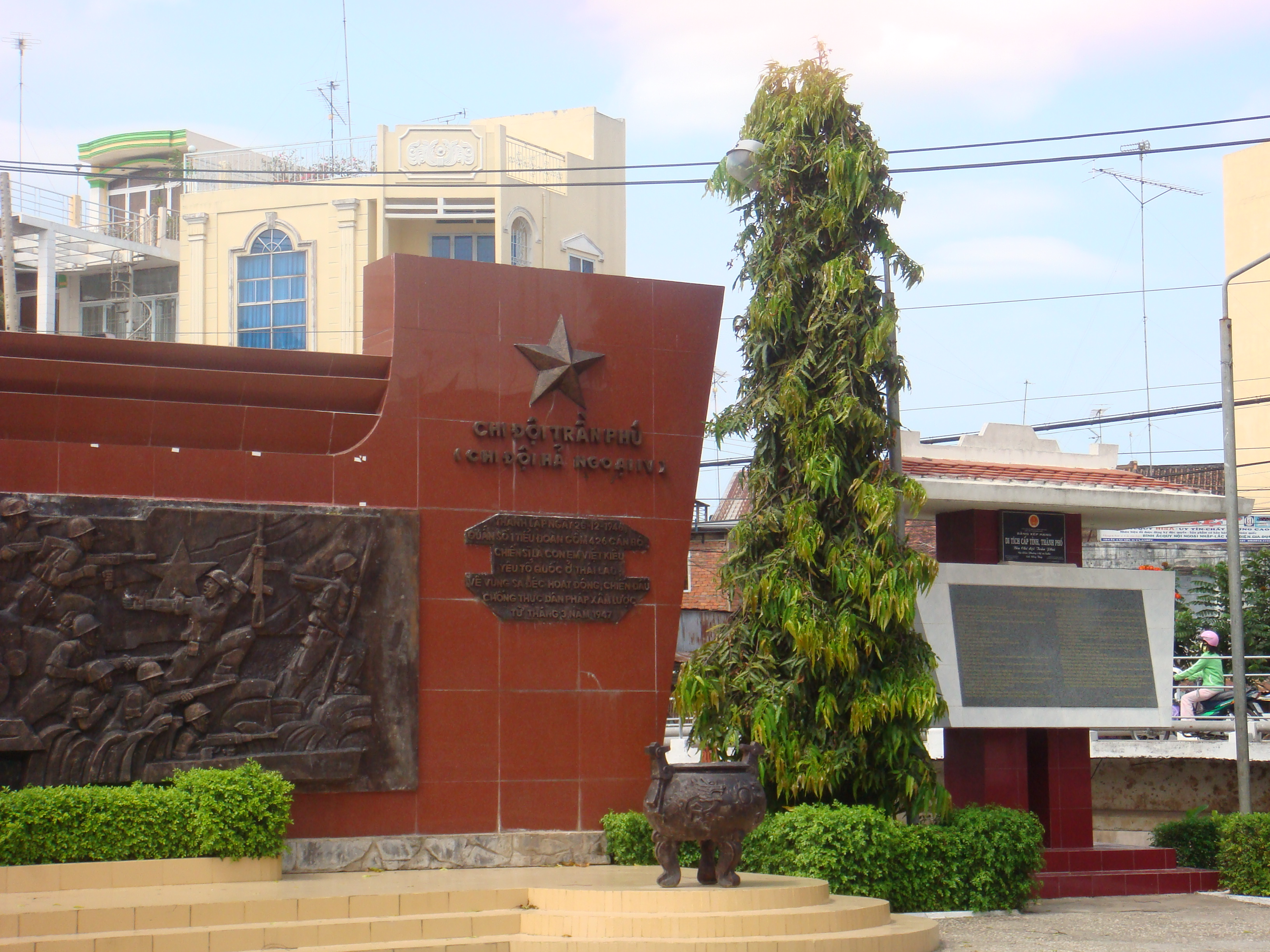
Tượng đài chiến thắng Trần Phú
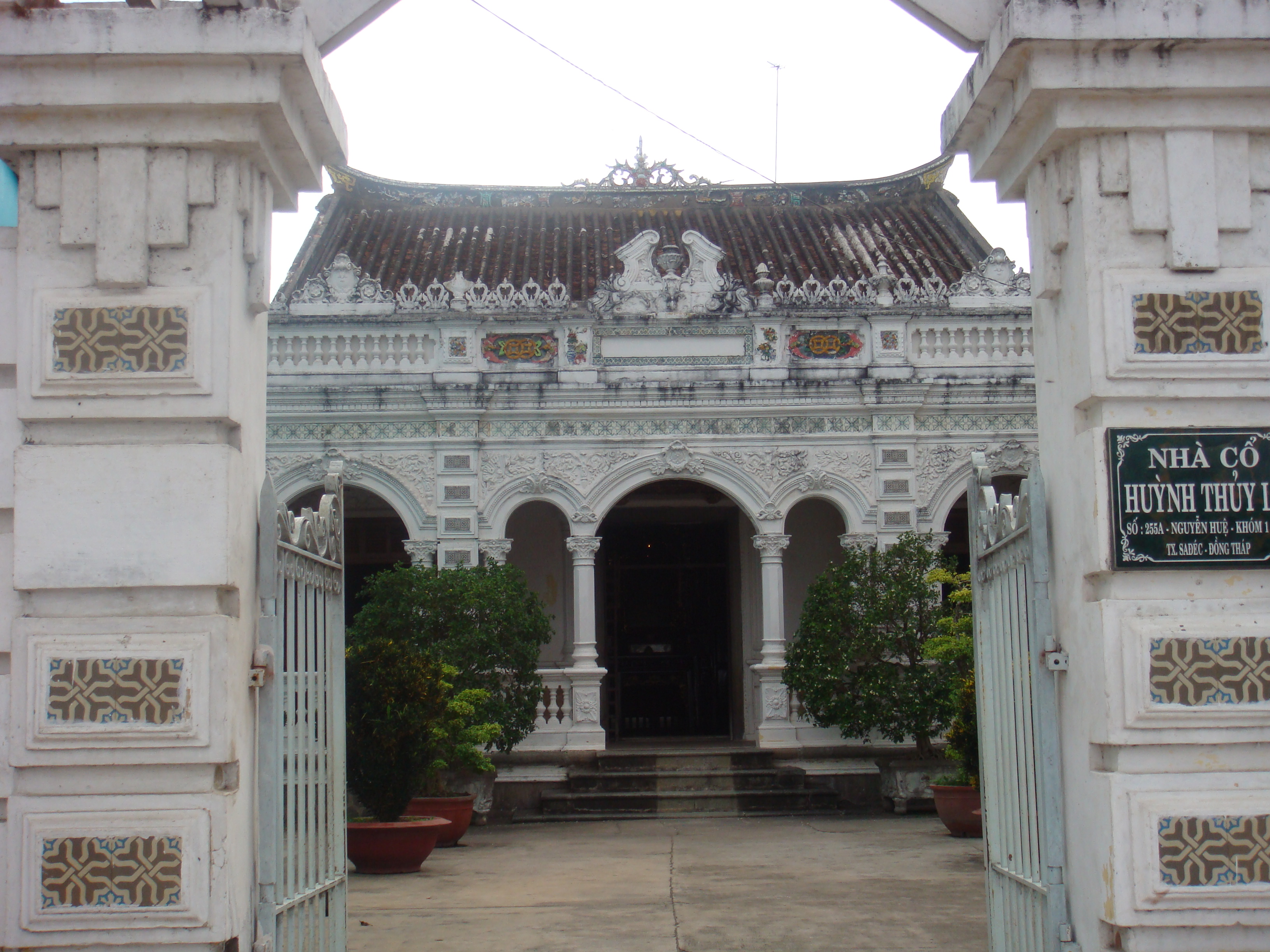
Nhà cổ Huỳnh Thủy Lê ở thành phố Sa Đéc
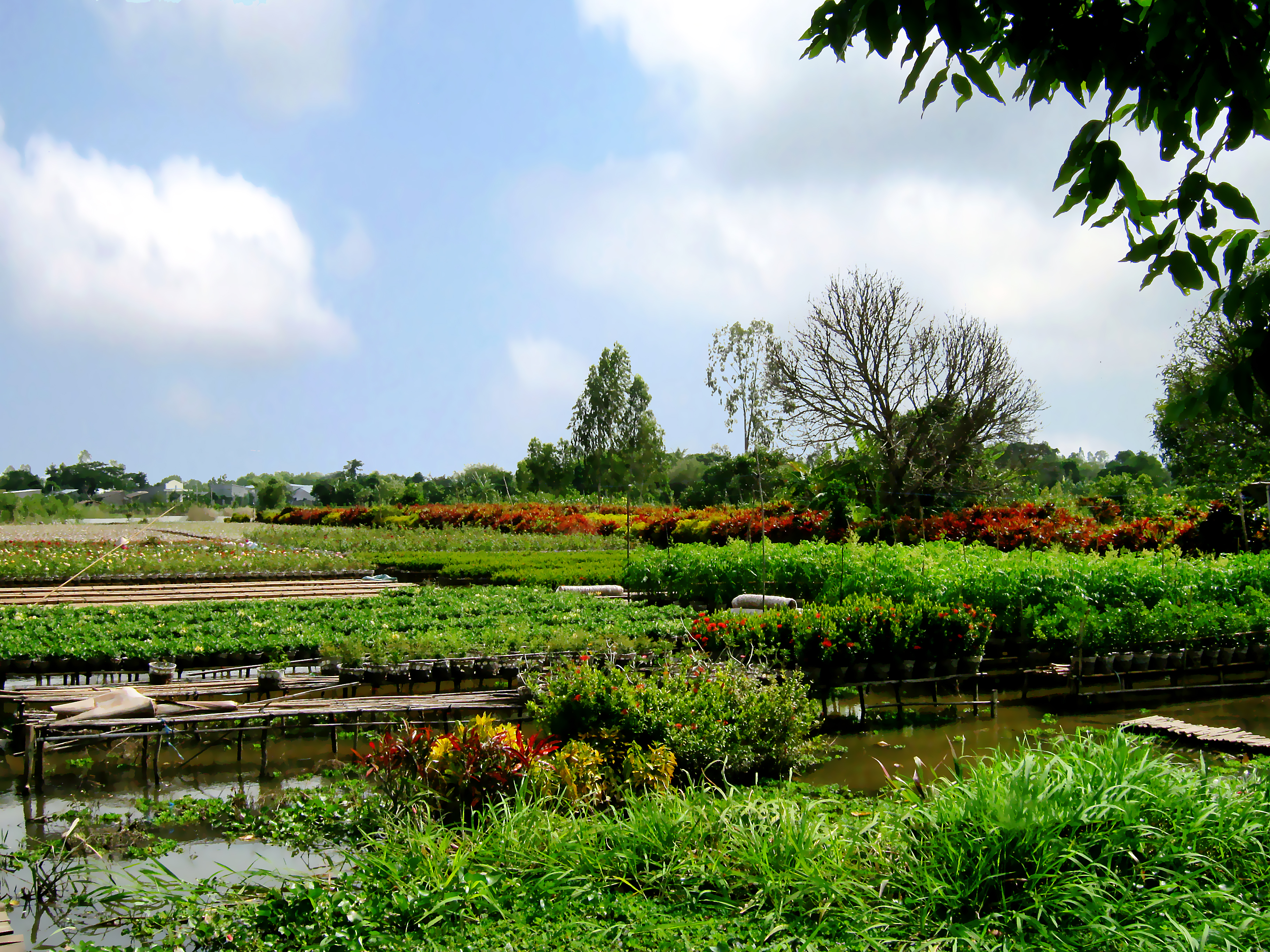
Hoa ở Tân Quy Đông, Sa Đéc
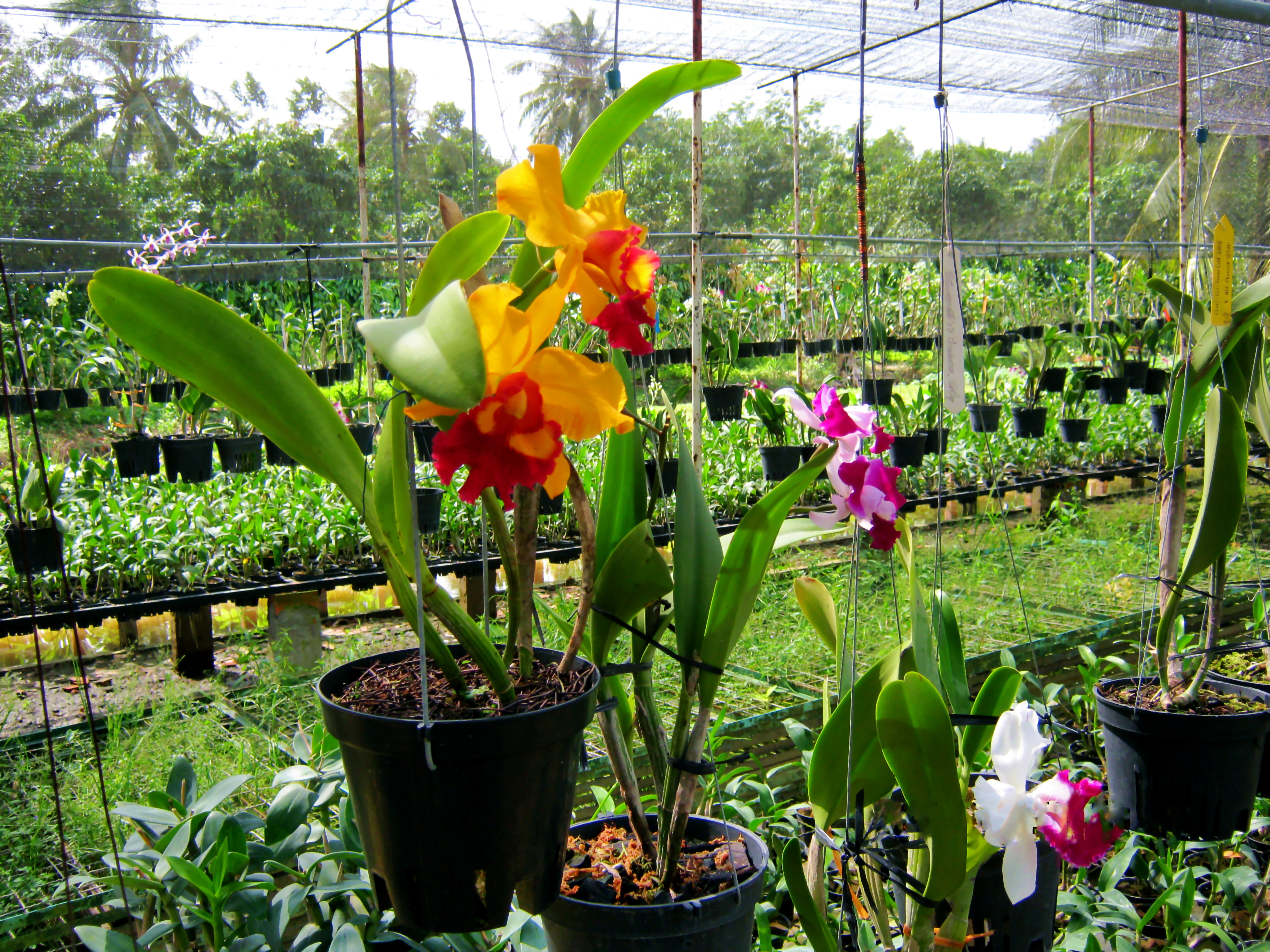
Một vườn hoa lan ở Tân Quy Tây, Sa Đéc
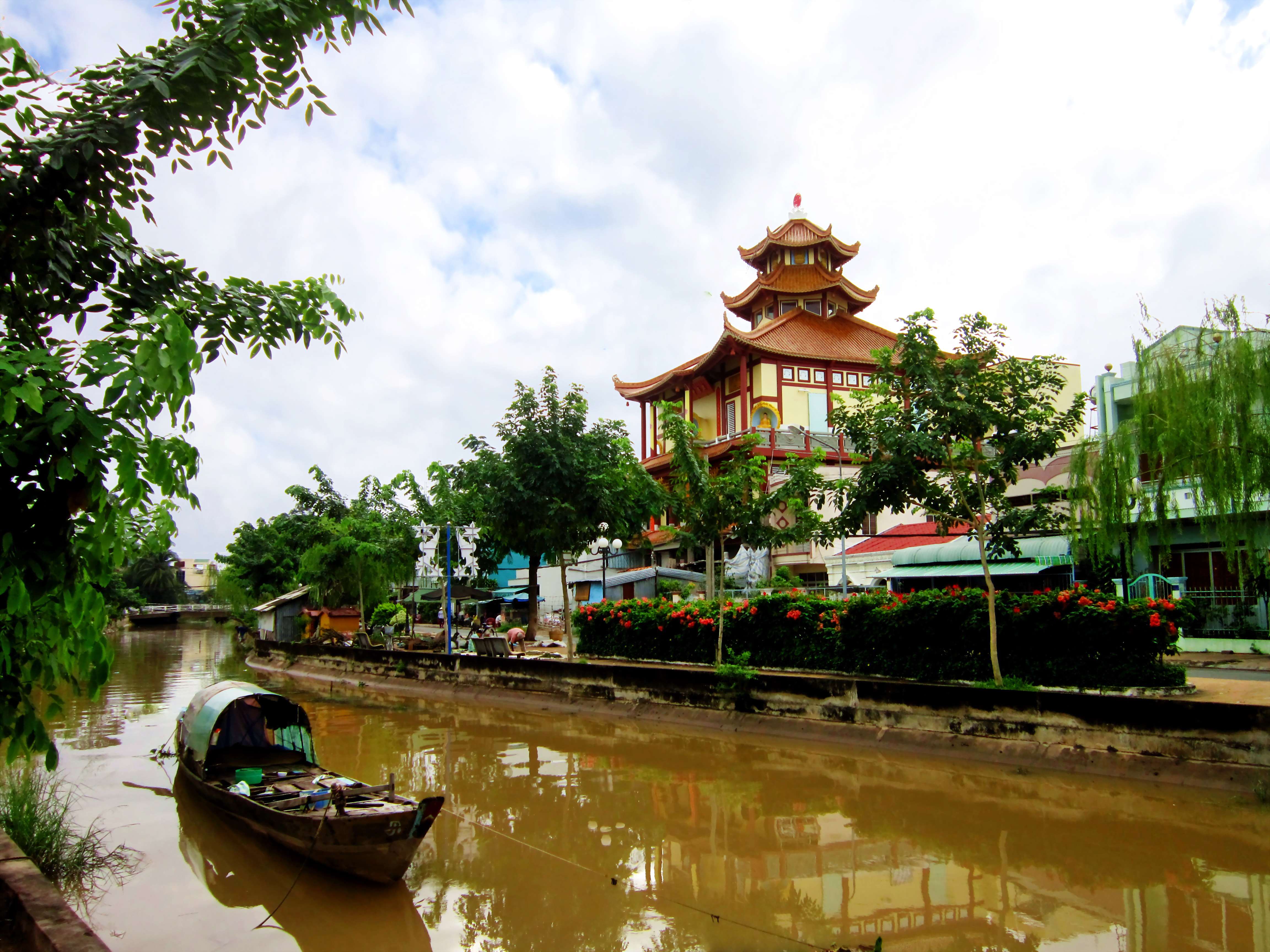
Rạch Cái Sơn trong nội ô thành phố